# Hươu đỏ Trung Âu
Hươu đỏ Trung Âu hay hươu đỏ thông thường (Danh pháp khoa học: Cervus elaphus hippelaphus) là một phân loài của loài hươu đỏ bản địa phân bố ở miền Trung châu Âu. Môi trường sống của chúng trải dài khoảng từ Pháp, Thụy Sĩ, Áo, Đức và Đan Mạch đến phía Tây Carpathians. Những con hươu này là giống như con hươu đỏ Tây Âu nhưng sáng màu hơn, với một bản vá mông màu sáng giáp với màu đen. Hươu đỏ Tây Ban Nha (Cervus elaphus hispanicus) nhỏ hơn có màu xám hơn, trong khi con hươu đỏ Na Uy (Cervus elaphus atlanticus) là kích thước nhỏ hơn và nhạt màu hơn.